# Tilidine

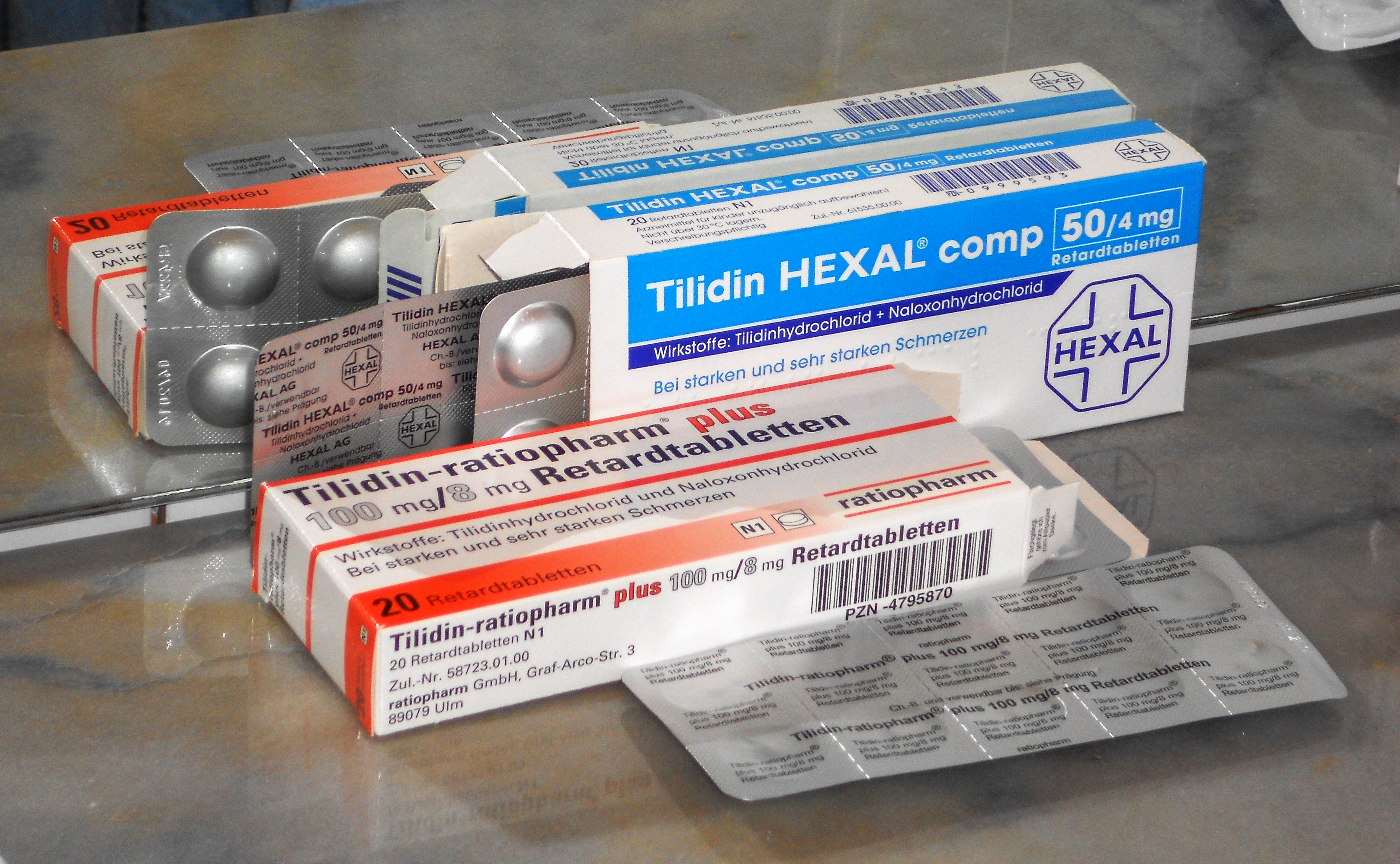
Tilidine

La tilidine est un analgésique opioïde synthétique de pallier 2, d'usage similaire à celui de la morphine. Elle est principalement utilisée en Allemagne, Suisse et en Belgique dans le traitement de la douleur modérée à forte, aiguë ou chronique.
En Belgique, elle est commercialisée en association avec de la naloxone (50 mg/4 mg), notamment sous le nom de Valtran (Parke-Davis).